# 齊馬鱷屬
齊馬鱷屬（學名：Tsylmosuchus），生存於三疊紀早期（奧倫尼克階）的俄羅斯烏拉爾山地區。某些化石發現於奧倫尼克階早期。屬名是以化石發現處附近的齊馬河（Tsilma River）為名。目前已有三個種，模式種T. jakovlevi、T. samariensis、T. donensis。

## 體徵
齊馬鱷的化石主要來自於脊椎，這些化石類似在東非發現的勞氏鱷脊椎化石。如同在相同環境發現的其他早期勞氏鱷科，例如：安那哥鱷、維切格達鱷，齊馬鱷具有延長的頸椎，因此牠們具有相當長的頸部。

## 物種
模式種是T. jakovlevi，是在1990年被敘述、命名。化石是多節脊椎、一些部分腸骨，發現於歐俄北部的伯朝拉河、梅津河流域。其中某些化石，過去曾被歸類於原鱷科的加斯馬吐鱷。
除此之外，還發現兩個種。T. samariensis的化石是一些脊椎骨，發現於烏拉山脈的奧布希高地。T. donensis的化石只有一節頸椎，發現於伏爾加格勒州。由於化石稀少，目前只是暫時為獨立種。

## 古生物學
在三疊紀早期的歐俄地區，小型原鱷科的加斯馬吐鱷、齊馬鱷是當地的頂級掠食動物。在奧倫尼克階時期，歐俄地區有個名為Benthosuchus－Wetlugasaurus－Parotosuchus的動物相，已在數百個挖掘地點發現這個動物相的化石，包含：多樣性的离片椎目（主要是長吻迷齒科）、前稜蜥科、早期主龍類的化石。這個動物相存在於大型河流經過、氣候潮濕的盆地。

## 外部連結
- 齊馬鱷 （页面存档备份，存于） -Paleobiology Database